# Polska Nagroda Filmowa
Polskie Nagrody Filmowe Orły, znane także jako Orły – doroczna nagroda filmowa przyznawana przez Polską Akademię Filmową w wielu kategoriach; pierwsze rozdanie odbyło się 21 czerwca 1999.

## Historia
Polskie Nagrody Filmowe po raz pierwszy rozdano 21 czerwca 1999 w kinie „Capitol” w Warszawie; nagrody wręczono w dwunastu kategoriach, za rok 1998, a galę wręczenia nagród poprowadzili Piotr Machalica i Maria Pakulnis. Organizatorem, oraz inicjatorem powstania oraz przyznania nagrody było Stowarzyszenie Niezależnych Producentów Filmowych i Telewizyjnych (później przemianowane na Krajową Izbę Producentów Audiowizualnych) z ówczesnym prezesem na czele Dariuszem Jabłońskim, pomysłodawcą nagrody. Producentem wszystkich ceremonii wręczenia nagród jest utworzona w tym celu Niezależna Fundacja Filmowa, której pomysłodawcą jest również Dariusz Jabłoński.
W 2003, z inicjatywy KIPA, powstała Polska Akademia Filmowa, która przyznaje Polskie Nagrody Filmowe, na wzór innych narodowych akademii filmowych (np. w Hiszpanii – Hiszpańska Akademia Sztuki Filmowej, przyznająca nagrodę Goya). Do tej pory, nagrody były przyznawane przez członków elektoratu nagrody. Członkami Akademii zostali ci członkowie dotychczasowego elektoratu nagród, którzy do tej pory mieli prawo głosować na Polskie Nagrody Filmowe i przyjęli zaproszenie KIPA do grona członków założycieli Polskiej Akademii Filmowej. Od 14 kwietnia 2008 roku prezydentem Akademii jest Agnieszka Holland. Prezydent PAF pełni funkcję honorową i jest wybierany na dwuletnią kadencję.
Początkowo ceremonie wręczenia nagród odbywały się pod honorowym patronatem Prezydenta RP. Obecnie patronat honorowy nad Polskimi Nagrodami Filmowymi obejmuje Minister Kultury i Dziedzictwa Narodowego.

## Przyznawanie nagrody
Kandydatami do Polskich Nagród Filmowych mogą być wszystkie polskie filmy fabularne (oraz ich twórcy i aktorzy), które były wyświetlane po raz pierwszy w Polsce przez co najmniej tydzień na ogólnodostępnych płatnych pokazach, w okresie od 1 stycznia do 31 grudnia. Nominacje uzyskują kandydaci, którzy osiągną pięć najlepszych rezultatów w każdej kategorii. Grupę, ponad 500 członków Polskiej Akademii Filmowej, stanowią profesjonaliści dziewięciu zawodów filmowych, którzy w swoim dorobku mają przynajmniej jeden film fabularny, rozpowszechniany w Polsce po 1989.
Wszyscy artyści nominowani do Polskich Nagród Filmowych, otrzymują zaproszenie do członkostwa w Europejskiej Akademii Filmowej.
Głosowanie na Polskie Nagrody Filmowe jest dwuetapowe, korespondencyjne i tajne, aż do ogłoszenia rezultatu. Głosowanie zazwyczaj rozpoczyna się w pierwszych tygodniach stycznia, kiedy to firma PricewaterhouseCoopers, nadzorująca przebieg i gwarantująca wiarygodność procesu głosowania, wysyła do wszystkich członków Akademii imienne karty do głosowania. Pierwsza tura głosowania trwa do początku lutego – wówczas zostaje zamknięta skrzynka, na którą były odsyłane wypełnione karty do głosowania. Następnie firma PricewaterhouseCoopers zlicza wszystkie ważne głosy członków Akademii. Druga tura głosowania wyłania laureatów Orłów. Firma PricewaterhouseCoopers jest partnerem Polskich Nagród Filmowych od samego początku istnienia nagrody.
Od 2017 nagrodę publiczności przyznają użytkownicy Wirtualnej Polski – w okresie poprzedzającym galę oddają oni swoje głosy za pośrednictwem platformy internetowej. Od 2022 w ramach WP galę przyznania nagród poprzedza cykl rozmów z nominowanymi, które prowadzi Grzegorz Betlej.
W okresie poprzedzającym przyznanie Orłów w warszawskim Kinie Iluzjon odbywa się pokaz filmów będących kandydatami do nominacji.

## Statuetka
Statuetka nagrody, przedstawia rozwarte skrzydła orła, umiejscowione na białym cokole. Skrzydła, jak i cokół, są przeplatane przez wstęgę, przypominającą klatkę filmową. Autorem statuetki, która przyznawana jest od 2001 roku, jest polski rzeźbiarz, Adam Fedorowicz.

## Kategorie
W 1999 Orły przyznano w dwunastu kategoriach. Od 2020 nagrody te są przyznawane w dwudziestu kategoriach (w każdej z nich ogłasza się od dwóch do sześciu nominacji):
- najlepszy film (przyznawany od 1999)
- najlepszy film europejski (od 2005)
- najlepszy film dokumentalny (od 2013)
- najlepszy filmowy serial fabularny (od 2015)
- najlepsza reżyseria (od 1999)
- najlepszy scenariusz (od 1999)
- najlepsza główna rola męska (od 1999)
- najlepsza drugoplanowa rola męska (od 2000)
- najlepsza główna rola kobieca (od 1999)
- najlepsza drugoplanowa rola kobieca (od 2000)
- najlepsze zdjęcia (od 1999)
- najlepsza muzyka (od 1999)
- najlepsza scenografia (od 1999)
- najlepsze kostiumy (od 2001)
- najlepsza charakteryzacja (od 2020)
- najlepszy montaż (od 1999)
- najlepszy dźwięk (od 1999)
- odkrycie roku (od 2008)
- nagroda publiczności (od 2002)
- osiągnięcia życia (od 1999)

Pozostałe kategorie
- najlepszy producent (w latach 1999–2001)
- nagroda specjalna (w latach 2001–2003)

## Ceremonie wręczenia nagród
| Ceremonia | Data             | Za rok | Miejsce                             | Prowadzący                                         |
| --------- | ---------------- | ------ | ----------------------------------- | -------------------------------------------------- |
| 1.        | 21 czerwca 1999  | 1998   | Kino Capitol w Warszawie            | Piotr Machalica i Maria Pakulnis                   |
| 2.        | 11 kwietnia 2000 | 1999   | Teatr Wielki w Warszawie            | –                                                  |
| 3.        | 23 kwietnia 2001 | 2000   | Teatr Wielki w Warszawie            | Piotr Gąsowski                                     |
| 4.        | 9 marca 2002     | 2001   | Zamek Królewski w Warszawie         | –                                                  |
| 5.        | 15 marca 2003    | 2002   | Duża Aula Politechniki Warszawskiej | Olaf Lubaszenko i Paweł Wilczak                    |
| 6.        | 6 marca 2004     | 2003   | Zamek Królewski w Warszawie         | Maciej Stuhr                                       |
| 7.        | 5 marca 2005     | 2004   | Hotel InterContinental w Warszawie  | Zbigniew Zamachowski i Wojciech Malajkat           |
| 8.        | 27 lutego 2006   | 2005   | Teatr Narodowy w Warszawie          | Maciej Stuhr                                       |
| 9.        | 5 marca 2007     | 2006   | Teatr Narodowy w Warszawie          | Zbigniew Zamachowski i Wojciech Malajkat           |
| 10.       | 14 kwietnia 2008 | 2007   | Teatr Narodowy w Warszawie          | Maciej Stuhr                                       |
| 11.       | 9 marca 2009     | 2008   | Teatr Narodowy w Warszawie          | Adam Krawczuk, Rafał Rutkowski i Maciej Wierzbicki |
| 12.       | 1 marca 2010     | 2009   | Teatr Polski w Warszawie            | Maciej Stuhr                                       |
| 13.       | 7 marca 2011     | 2010   | Teatr Polski w Warszawie            | Łukasz Garlicki                                    |
| 14.       | 19 marca 2012    | 2011   | Teatr Narodowy w Warszawie          | Maciej Stuhr                                       |
| 15.       | 4 marca 2013     | 2012   | Teatr Narodowy w Warszawie          | Arkadiusz Janiczek                                 |
| 16.       | 10 marca 2014    | 2013   | Teatr Polski w Warszawie            | Maciej Stuhr i Joanna Kulig                        |
| 17.       | 2 marca 2015     | 2014   | Teatr Polski w Warszawie            | Grażyna Torbicka                                   |
| 18.       | 7 marca 2016     | 2015   | Teatr Polski w Warszawie            | Michał Sufin                                       |
| 19.       | 20 marca 2017    | 2016   | Teatr Polski w Warszawie            | Grażyna Torbicka                                   |
| 20.       | 26 marca 2018    | 2017   | Teatr Polski w Warszawie            | Maciej Stuhr                                       |
| 21.       | 25 marca 2019    | 2018   | Teatr Polski w Warszawie            | Grażyna Torbicka                                   |
| 22.       | 2 marca 2020     | 2019   | Teatr Polski w Warszawie            | Maciej Stuhr                                       |
| 23.       | 21 czerwca 2021  | 2020   | Tor wyścigów konnych Służewiec      | Grażyna Torbicka                                   |
| 24.       | 6 czerwca 2022   | 2021   | Teatr Polski w Warszawie            | Maciej Stuhr                                       |
| 25.       | 6 marca 2023     | 2022   | Teatr Polski w Warszawie            | Maciej Stuhr                                       |
| 26.       | 4 marca 2024     | 2023   | Teatr Polski w Warszawie            | Karolina Korwin Piotrowska i Błażej Hrapkowicz     |
| 27.       | 10 marca 2025    | 2024   | Teatr Polski w Warszawie            | Grażyna Torbicka                                   |

## Zestawienie

### Filmy, które otrzymały pięć lub więcej Orłów
- 11 nagród – Dziewczyna z igłą (2024) (13 nominacji)
- 11 nagród – Boże Ciało (2019) (15 nominacji)
- 10 nagród – Cicha noc (2018) (11 nominacji)
- 9 nagród – Wołyń (2017) (14 nominacji)
- 8 nagród – Rewers (2009) (13 nominacji)
- 8 nagród – Pianista (2002) (13 nominacji)
- 7 nagród – 25 lat niewinności. Sprawa Tomka Komendy (2020) (15 nominacji)
- 7 nagród – Zimna wojna (2019) (12 nominacji)
- 7 nagród – Bogowie (2015) (13 nominacji)
- 7 nagród – Róża (2011) (8 nominacji)
- 7 nagród – Katyń (2007) (11 nominacji)
- 7 nagród – Jasminum (2006) (9 nominacji)
- 7 nagród – Komornik (2005) (8 nominacji)
- 7 nagród – Życie jako śmiertelna choroba przenoszona drogą płciową (2000) (12 nominacji)
- 6 nagród – Kos (2023) (16 nominacji)
- 6 nagród – Wesele (2004) (10 nominacji)
- 6 nagród – Mój Nikifor (2004) (10 nominacji)
- 6 nagród – Pan Tadeusz (1999) (11 nominacji)
- 5 nagród – Mała Moskwa (2008) (8 nominacji)
- 5 nagród – Zmruż oczy (2003) (8 nominacji)
- 5 nagród – Pornografia (2003) (9 nominacji)
- 5 nagród – Cześć Tereska (2001) (10 nominacji)
- 5 nagród – Dług (1998) (10 nominacji)

### Filmy, które otrzymały dziesięć lub więcej nominacji
| Film                                                    | Rok  | Liczba nominacji | Liczba nagród |
| ------------------------------------------------------- | ---- | ---------------- | ------------- |
| Kos                                                     | 2023 | 16               | 6             |
| 25 lat niewinności. Sprawa Tomka Komendy                | 2020 | 15               | 7             |
| Biała odwaga                                            | 2024 | 15               | 2             |
| Boże Ciało                                              | 2019 | 15               | 11            |
| Wołyń                                                   | 2017 | 14               | 9             |
| Dziewczyna z igłą                                       | 2024 | 13               | 11            |
| Rewers                                                  | 2009 | 13               | 8             |
| Pianista                                                | 2002 | 13               | 8             |
| Bogowie                                                 | 2015 | 13               | 7             |
| Życie jako śmiertelna choroba przenoszona drogą płciową | 2000 | 12               | 7             |
| Prymas. Trzy lata z tysiąca                             | 2000 | 12               | 1             |
| Jack Strong                                             | 2015 | 12               | 1             |
| Zimna wojna                                             | 2018 | 12               | 7             |
| Cicha noc                                               | 2017 | 11               | 10            |
| Katyń                                                   | 2007 | 11               | 7             |
| Pan Tadeusz                                             | 1999 | 11               | 6             |
| Tydzień z życia mężczyzny                               | 1999 | 11               | 0             |
| Mój Nikifor                                             | 2004 | 10               | 6             |
| Wesele                                                  | 2004 | 10               | 6             |
| Cześć Tereska                                           | 2001 | 10               | 5             |
| Dług                                                    | 1999 | 10               | 5             |
| Ostatnia rodzina                                        | 2017 | 10               | 4             |
| Obława                                                  | 2012 | 10               | 4             |
| 33 sceny z życia                                        | 2008 | 10               | 4             |
| Persona non grata                                       | 2005 | 10               | 4             |
| Historia kina w Popielawach                             | 1998 | 10               | 4             |
| Weiser                                                  | 2001 | 10               | 3             |
| Edi                                                     | 2002 | 10               | 2             |
| Pręgi                                                   | 2004 | 10               | 1             |
| Kroniki domowe                                          | 1998 | 10               | 1             |
| Tam i z powrotem                                        | 2002 | 10               | 0             |

### Najczęściej nagradzani reżyserzy
- Wojciech Smarzowski – 4 nominacje, 4 nagrody
- Krzysztof Krauze – 3 nominacje, 2 nagrody
- Jerzy Skolimowski – 3 nominacje, 2 nagrody
- Andrzej Jakimowski – 2 nominacje, 2 nagrody
- Roman Polański – 2 nominacje, 2 nagrody

### Najczęściej nagradzane aktorki (ograniczenie do dwóch nagród)
- Kinga Preis – 15 nominacji, 5 nagród
- Agata Kulesza – 5 nominacje, 4 nagrody
- Stanisława Celińska – 5 nominacji, 2 nagrody
- Danuta Szaflarska – 4 nominacje, 2 nagrody
- Dominika Ostałowska – 3 nominacje, 2 nagrody
- Danuta Stenka – 3 nominacje, 2 nagrody
- Krystyna Feldman – 2 nominacje, 2 nagrody

### Najczęściej nagradzani aktorzy (ograniczenie do dwóch nagród)
- Janusz Gajos – 11 nominacji, 5 nagród (plus nagroda za osiągnięcia życia)
- Arkadiusz Jakubik – 9 nominacji, 4 nagrody
- Robert Więckiewicz – 9 nominacji, 4 nagrody
- Jacek Braciak – 5 nominacji, 3 nagrody
- Jan Frycz – 7 nominacji, 2 nagrody
- Zbigniew Zamachowski – 5 nominacji, 2 nagrody
- Andrzej Chyra – 5 nominacji, 2 nagrody

### Najczęściej nominowani
- Kinga Preis – 15 nominacji za aktorstwo
- Marek Wronko – 12 nominacji za dźwięk
- Magdalena Biedrzycka – 11 nominacji za kostiumy
- Wojciech Kilar – 10 nominacji za muzykę
- Wanda Zeman – 10 nominacji za montaż
- Jagna Janicka – 10 nominacji (7 za kostiumy i 3 za scenografię)
- Dorota Roqueplo – 10 nominacji za kostiumy
- Paweł Edelman – 10 nominacji za zdjęcia
- Nikodem Wołk-Łaniewski – 9 nominacji za dźwięk
- Janusz Gajos – 9 nominacji za aktorstwo
- Paweł Grabarczyk – 9 nominacji za kostiumy
- Małgorzata Zacharska – 9 nominacji za kostiumy

### Najczęściej nagradzani
- Krzysztof Ptak – 7 nagród za zdjęcia
- Jacek Hamela – 7 nagród za dźwięk
- Kinga Preis – 6 nagród za aktorstwo
- Janusz Gajos – 6 nagród (5 za aktorstwo i 1 za osiągnięcia życia)
- Piotr Sobociński jr. – 6 nagród za zdjęcia
- Dorota Roqueplo – 6 nagród za kostiumy
- Wojciech Kilar – 4 nagrody za muzykę
- Robert Więckiewicz – 4 nagrody za aktorstwo
- Magdalena Biedrzycka – 4 nagrody za kostiumy
- Paweł Grabarczyk – 4 nagrody za kostiumy

### „Wielka Piątka”
„Wielka piątka” to elitarna grupa 5 najważniejszych nagród w kategoriach: film, reżyseria, scenariusz oraz główne role: kobieca, męska.

#### Laureaci
- Komornik (2005)

1. Najlepszy film: Komornik
2. Najlepsza reżyseria: Feliks Falk
3. Najlepszy scenariusz: Feliks Falk
4. Najlepsza główna rola kobieca: Kinga Preis
5. Najlepsza główna rola męska: Andrzej Chyra

- Boże ciało (2019)

1. Najlepszy film: Boże ciało
2. Najlepsza reżyseria: Jan Komasa
3. Najlepszy scenariusz: Mateusz Pacewicz
4. Najlepsza główna rola kobieca: Aleksandra Konieczna
5. Najlepsza główna rola męska: Bartosz Bielenia

#### Nominowani
Cztery nagrody z „Wielkiej Piątki”
- Życie jako śmiertelna choroba przenoszona drogą płciową (2000): najlepszy film, najlepsza reżyseria i scenariusz (Krzysztof Zanussi) oraz najlepsza główna rola męska (Zbigniew Zapasiewicz)
- Cześć Tereska (2001): najlepszy film, najlepsza reżyseria (Robert Gliński), najlepszy scenariusz (Jacek Wyszomirski) oraz najlepsza główna rola męska (Zbigniew Zamachowski)
- Zmruż oczy (2002): najlepszy film, najlepsza reżyseria i scenariusz (Andrzej Jakimowski) oraz najlepsza główna rola męska (Zbigniew Zamachowski)
- Róża (2012): najlepszy film, najlepsza reżyseria (Wojciech Smarzowski), najlepszy scenariusz (Michał Szczerbic) oraz najlepsza główna rola kobieca (Agata Kulesza)
- Bogowie (2015): najlepszy film, najlepsza reżyseria (Łukasz Palkowski), najlepszy scenariusz (Krzysztof Rak) oraz najlepsza główna rola męska (Tomasz Kot)
- Body/Ciało (2016): najlepszy film, najlepsza reżyseria (Małgorzata Szumowska), najlepsza główna rola męska (Janusz Gajos) oraz najlepsza główna rola kobieca (Maja Ostaszewska)
- Cicha noc (2017): najlepszy film, najlepsza reżyseria (Piotr Domalewski), najlepszy scenariusz (Piotr Domalewski) oraz najlepsza główna rola męska (Dawid Ogrodnik)
- Zimna wojna (2018): najlepszy film, najlepsza reżyseria (Paweł Pawlikowski), najlepszy scenariusz (Janusz Głowacki i Paweł Pawlikowski) oraz najlepsza główna rola kobieca (Joanna Kulig)
- Dziewczyna z igłą (2024): najlepszy film, najlepsza reżyseria (Magnus von Horn), najlepszy scenariusz (Magnus von Horn i Line Langebek) oraz najlepsza główna rola kobieca (Vic Carmen Sonne)

Trzy nagrody z „Wielkiej Piątki”
- Rewers (2009): najlepszy film, najlepszy scenariusz (Andrzej Bart) oraz najlepsza główna rola kobieca (Agata Buzek)
- Ida (2014): najlepszy film, najlepsza reżyseria (Paweł Pawlikowski) oraz najlepsza główna rola kobieca (Agata Kulesza)

Dwie nagrody z „Wielkiej Piątki”
- Zabić Sekala (1998): najlepsza główna rola męska (Olaf Lubaszenko) oraz najlepszy scenariusz (Jiří Křižan)
- Pianista (2002): najlepszy film oraz najlepsza reżyseria (Roman Polański)
- Chce się żyć (2014): najlepszy scenariusz (Maciej Pieprzyca) oraz najlepsza główna rola męska (Dawid Ogrodnik)
- Kos (2023): najlepszy scenariusz (Michał A. Zieliński) oraz najlepsza reżyseria (Paweł Maślona)

Jedna nagroda z „Wielkiej Piątki”
- Dom zły (2009): najlepsza reżyseria (Wojciech Smarzowski)
- Wszystko, co kocham (2010): najlepszy scenariusz (Jacek Borcuch)
- Jack Strong (2015): najlepsza główna rola kobieca (Maja Ostaszewska)
- Filip (2023): najlepsza główna rola męska (Eryk Kulm jr.)
- Lęk (2023): najlepsza główna rola kobieca (Magdalena Cielecka)
- Zielona granica (2023): najlepszy film
- Biała odwaga (2024): najlepsza główna rola męska (Filip Pławiak)

Zero nagród z „Wielkiej Piątki”
- Kroniki domowe (1998)
- Pan Tadeusz (1999)
- Tydzień z życia mężczyzny (1999)
- Duże zwierzę (2000)
- Prymas. Trzy lata z tysiąca (2000)
- Tam i z powrotem (2001)